# Álvaro Morata
Pour les articles homonymes, voir Morata.
Morata  Martín est un nom espagnol. Le premier nom de famille, en général paternel, est Morata ; le second, en général maternel, souvent omis, est Martín.
Álvaro Borja Morata Martín, né le 23 octobre 1992 à Madrid en Espagne, est un footballeur international espagnol, qui évolue au poste d'avant-centre au Como 1907.
Depuis 2024, il est le capitaine de la sélection espagnole.

## Biographie

### Formation et débuts au Real Madrid

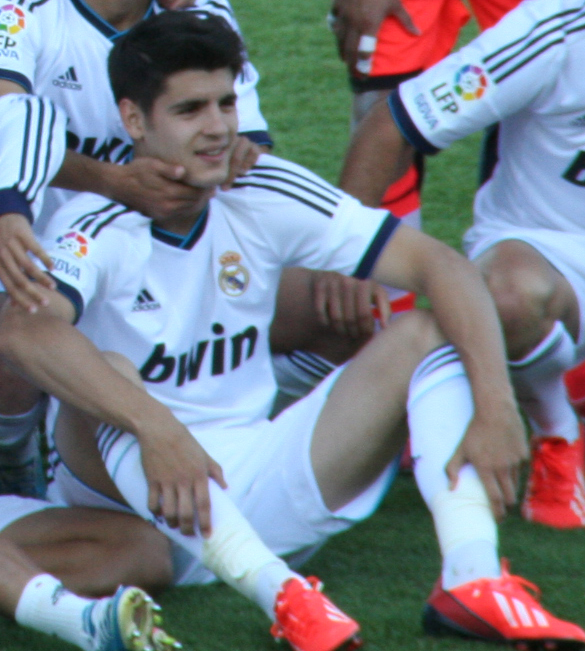
Álvaro Morata avec le Real en 2013.

En 2005, alors âgé de 13 ans, Alvaro rejoint le centre de formation de l'Atlético de Madrid, puis le Getafe CF deux ans après.
En 2008, Alvaro Morata passe de Getafe à un autre club voisin, le Real Madrid, terminant là-bas sa formation deux ans plus tard, tout en commençant à apparaître pour le Real Madrid C encore comme un joueur junior. En juillet 2010, après une saison réussie avec les Juveniles A où il a remporté deux titres juniors et marqué 34 buts, il est promu au sein de la Real Madrid Castilla. Plus tard ce même mois, l'entraîneur de l'équipe A José Mourinho prend le joueur aux côtés de quatre de ses coéquipiers pour la tournée de pré-saison aux États-Unis.
Le 15 août 2010, Morata fait ses débuts avec la Castilla lors d'un match amical contre l'AD Alcorcón, marquant le seul but du match. Il fait ses débuts en troisième division le 29 août lors d'une victoire (3-2) contre le Coruxo FC, et marquera son premier but officiel lors d'un match nul (1-1) contre le RSD Alcalá, le 31 octobre.
Le 12 décembre 2010, Morata fait ses débuts pour l'équipe du Real Madrid en tant que remplaçant de l'Argentin Ángel Di María à la 88e minute d'un match qui se solde d'une victoire (3-1) contre le Real Saragosse. Il porte le numéro 29. Dix jours après, il fait ses débuts en Coupe d'Espagne, en rentrant sur le terrain dans les dernières minutes du match. En janvier 2011, après la blessure de Gonzalo Higuaín, les médias espagnols nomment Morata comme le remplaçant principal de Gonzalo. Toutefois, Mourinho jette cette option en disant qu'« il n'est pas encore prêt pour être dans le onze de départ du Real Madrid et qu'il a besoin de grandir et de terminer sa formation avec la Castilla ». Durant cette période, Morata marque cinq buts en quatre matches avec la Castilla, tandis qu'Emmanuel Adebayor signe au Real Madrid pour combler le manque d'attaquants en équipe A.
Le 13 février 2011, Morata marque le premier hat-trick de sa carrière, dans une victoire (7-1) contre l'équipe B (en) du Deportivo La Corogne. Il termine sa première saison en tant que professionnel avec 14 buts en championnat (meilleur buteur de l'équipe avec Joselu), mais la Castilla échoue à se promouvoir en Segunda División 2011–2012.
Le 11 novembre 2012, Morata remplace Mesut Özil à la 83e minute du match opposant le Real Madrid à l'équipe de Levante Valence. Alors que les deux équipes sont à égalité 1-1, Morata reprend de la tête un coup franc centré par Xabi Alonso et marque son premier but avec l'équipe première à la 84e minute du match, permettant au Real Madrid de s'imposer sur la pelouse de leurs adversaires 2-1.
Il est titulaire contre le Rayo Vallecano où il marque à la deuxième minute score (2-0). Le 2 mars 2013, alors que son équipe jouait une semaine avec trois matchs cruciaux pour la saison, il est titularisé à gauche de l'attaque pour le deuxième classico de la semaine, et offre une passe décisive à Karim Benzema. Il commence un match pour la troisième fois de la saison deux semaines plus tard, face au RCD Majorque.
Lors de sa seconde saison chez les A, Morata porte le numéro 21 qui signifie qu'il est un joueur n'appartenant qu'au Real Madrid, et qu'il ne peut plus jouer de match avec la Castilla. Il marque deux buts lors des matchs de préparation estivale.
Bénéficiant de la confiance de Carlo Ancelotti, Morata marqua lors de la 8e journée de Liga, contre Levante (comme l'année précédente) le deuxième but du Real Madrid à la 89e minute de jeu (2-3 pour le Real). Le 23 novembre, il marque le but du 5-0 face à UD Almería, d'un lob pied droit face à Esteban, sur une passe décisive de Casemiro. Après un doublé lors de la dernière journée de championnat et une saison ponctuée de huit buts en Liga BBVA, Morata joue la finale de la Ligue des champions, entrant en jeu dans le dernier quart d'heure du match à la place de Karim Benzema.

### Exil italien à la Juventus

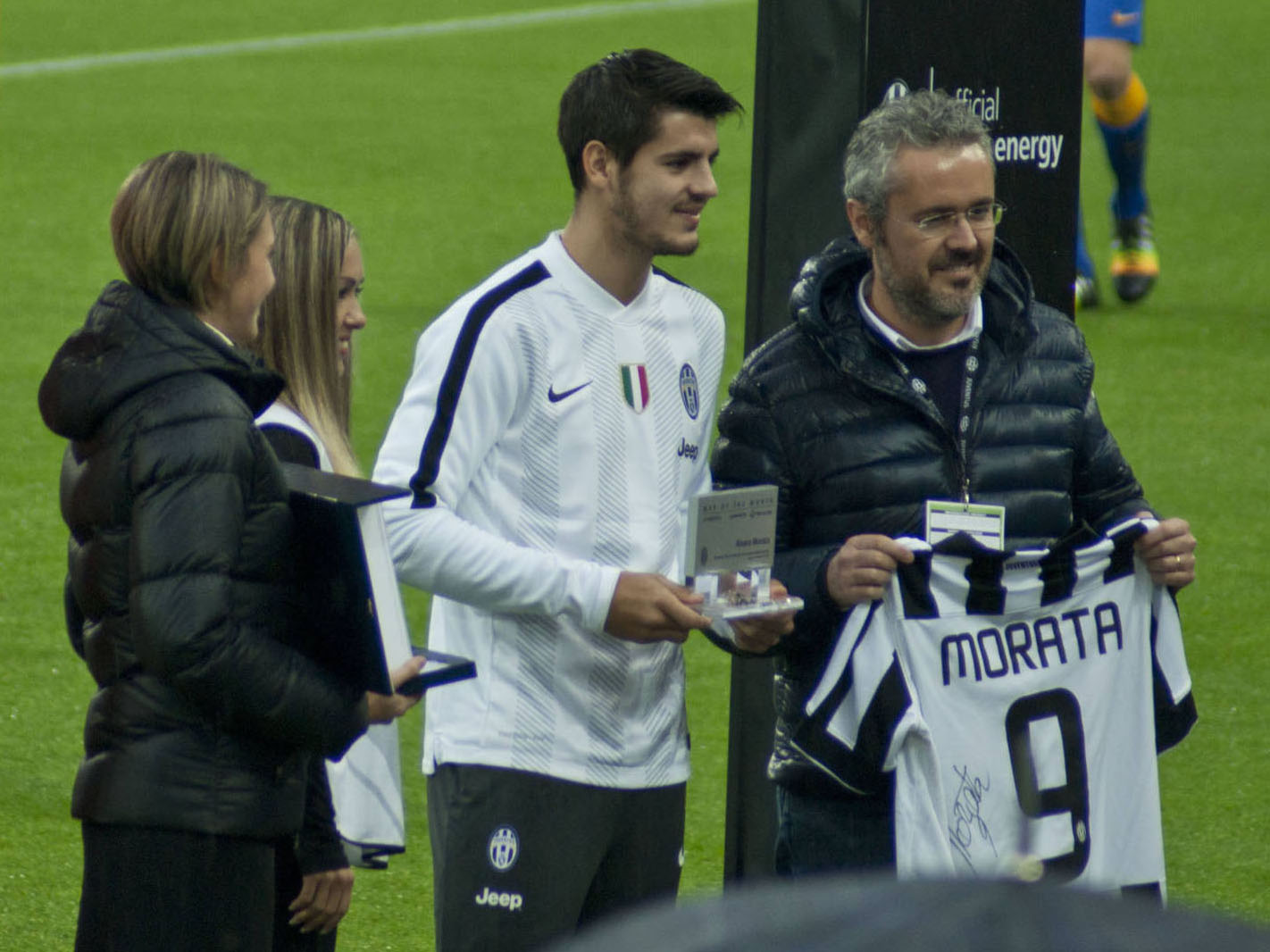
Álvaro Morata avec la Juventus en 2014.

Durant l'été 2014, il est annoncé sur le départ. Un temps annoncé à Arsenal, il est transféré à la Juventus le 19 juillet pour un montant de 20 millions d'euros et un contrat de cinq ans où figure une clause de rachat de 30 millions d'euros pour le Real Madrid, activable à la fin des saisons 2015-16 ou 2016-17. Lors de la première conférence de presse, le directeur sportif turinois annonce que Morata portera le numéro 9 à sa demande. À peine arrivé à la Juve, Morata se blesse à la cheville, pour une durée de 50 jours.

#### Décisif en Ligue des champions (2014-2015)
Il dispute son premier match avec les Bianconeri le 13 septembre 2014 lors d'un succès en championnat 2-0 sur l'Udinese. Le 27 septembre 2014, lors de la cinquième journée, il inscrit son premier but pour le club contre l'Atalanta. Le 2 mai 2015, il est sacré champion d'Italie, ayant participé à 29 matchs de championnat pour 8 buts marqués.
Avec 5 buts en 12 confrontations de Ligue des champions, tous inscrits lors de la phase finale, il est un des éléments moteurs de l'excellent parcours de la Juve lors de l'édition 2014-2015. Il inscrit ainsi le but de la victoire, 2 à 1, le 24 février 2015 face à Dortmund lors des huitièmes de finale aller. Lors de ce match, il est également décisif sur l'ouverture du score, sa frappe détournée par Roman Weidenfeller profitant à Carlos Tévez. Le 18 mars 2015, lors du match retour au Signal Iduna Park, il double la mise après un nouveau but de l'Argentin lors de la victoire 3-0 des Italiens qui leur ouvre la voie des quarts de finale. Face à Monaco, un seul but sera inscrit sur les deux confrontations : un penalty transformé par Arturo Vidal, obtenu par l'Espagnol au cours du match aller à la suite d'un contact avec Ricardo Carvalho. En demi-finale, il retrouve son ancien club. Ce qui ne l'empêche pas d'être à nouveau décisif, inscrivant un but à l'aller et un second lors du match retour qui permettent au club piémontois de rejoindre le FC Barcelone en finale (2-1, 1-1).
Lors de la finale disputée à Berlin, sa deuxième consécutive en Ligue des champions, il est cette fois titulaire en attaque aux côtés de Carlos Tévez. L'adversaire du jour, en l'occurrence le FC Barcelone, ouvre le score dès la 4e minute de jeu par l'intermédiaire de Ivan Rakitić. Au retour des vestiaires, il égalise pour la Juve en reprenant une frappe repoussée dans un premier temps de Tévez. Mais un but de Luis Suarez et un dernier de Neymar en toute fin de match donnent la victoire au Barca.

#### Saison 2015-2016
Cette deuxième saison sous le maillot de la Vieille Dame débute par une déchirure au mollet survenue le 5 août. Il rate alors la Supercoupe d'Italie et la première journée de championnat. Il fait son retour lors de la deuxième journée en rentrant en jeu face à l'AS Roma (défaite 1-2) puis connait sa première titularisation de la saison face au Chievo Verone (3e journée, 1-1). Contrairement à l'édition 2014-2015, il se montre décisif dès les premières journées de Ligue des champions en offrant la victoire face à Manchester City (1re journée, 1-2) en marquant à la 81e minute et en ouvrant le score contre Séville (2e journée, victoire 2-0).

### Retour au Real Madrid

#### Saison 2016-2017
Dans le contrat signé par la Juventus, le Real Madrid avait placé une clause de rachat pour le joueur. La clause est payée pendant l'été 2016 et Morata réintègre le groupe madrilène à la suite de ses performances réussies avec la Juve et la Roja.
Le 28 août 2016, il inscrit son premier but depuis son retour à la Casa Blanca en reprenant un face à face manqué de Marco Asensio.

### Chelsea FC (2017-2019)
Le 21 juillet 2017, il s'engage avec Chelsea FC pour cinq saisons.
Morata fera une première saison honnête du côté de Londres où il marquera 15 buts. Néanmoins, la fin de saison est moins bonne. Il perd ainsi du temps de jeu et ne sera jamais considéré comme un titulaire indiscutable aux yeux du coach. Sa deuxième année est encore plus compliquée pour Morata qui semble avoir perdu confiance. Le joueur retrouve de sa superbe mais est de nouveau remis en question à cause de mauvaises prestations. À son retour, il est mis en concurrence avec les autres attaquants du club tels qu’Eden Hazard ou Olivier Giroud. Il peine ainsi à retrouver sa place malgré un talent certain. De plus l’arrivée au mercato hivernal de Gonzalo Higuain pousse Morata à réclamer un bon de sortie. Il quitte alors le club de Chelsea pour rejoindre l'Atlético de Madrid pour prêt payant d'une durée de dix-huit mois.

### Atlético de Madrid (2019-2024)
Le 22 octobre 2019, avec son but face au Bayer Leverkusen, Álvaro Morata devient le premier joueur de l'histoire qui réussit à marquer en Ligue des champions sous les couleurs du Real Madrid et de l'Atlético.
Après une saison et demi en prêt chez les Colchoneros, il y est officiellement transféré le 1er juillet 2020 pour un montant de 35 M€.

### Retour en prêt à la Juventus (2020-2022)
Le 22 septembre 2020, il signe pour une saison à la Juventus sous la forme d'un prêt de 10 M€ + une option d'achat de 45 M€, jusqu'en 2021 avec la possibilité de prolonger son prêt. La Juventus prolonge le prêt de 10M€ d’une saison. Le 19 mai 2022, la Juventus décide de ne pas lever l'option d'achat fixé à 35M€, il part du club italien dès l'été 2022 après avoir marqué un total de trente-deux buts et revient à l'Atéltico.

### AC Milan et prêt au Galatasaray SK (2024-2025)
Le 19 juillet 2024, il est de retour en Italie et rejoint l'AC Milan ou il s'engage jusqu’en juin 2028 pour un montant de 13 M€. Le 6 janvier 2025, il remporte son premier trophée sous la maillot des Rossoneri avec la Supercoupe d'Italie remportée contre le voisin interiste (3-2).
En février 2025, seulement six mois après son transfert à Milan, Morata est prêté au club turc de Galatasaray SKavec une option d'achat fixée à 8 millions d'euros.

### Nouveau défi au Como 1907
En août 2025, alors que son prêt à Galatasaray doit se terminer en janvier 2026, le joueur annonce la fin anticipé de son prêt, confirmé ensuite par le club. Quelques jours plus tard, il signe au Como 1907 en prêt avec obligation d'achat pour jouer sous les ordres de son ancien coéquipier à Chelsea, Cesc Fabregas.

### Carrière internationale

#### Avec les équipes jeunes
Morata est sélectionné avec l'équipe d'Espagne des moins de 17 ans pour disputer la Coupe du monde au Nigeria. Il y joue quatre matches et inscrit deux buts. L'Espagne terminera à la troisième place du tournoi.
Par la suite, il représente l'équipe d'Espagne des moins de 19 ans au tournoi international du Japon et aide l'équipe à terminer deuxième.
Lors du championnat d'Europe espoirs 2013, qui se déroule en Israël, Morata inscrit trois buts, et contribue largement à la victoire finale de son équipe.

#### Avec l'équipe A
Membre d'une liste provisoire de 25 joueurs espagnols sélectionnés pour disputer l'Euro 2016, il fait partie de la liste définitive de 23 joueurs annoncée le 31 mai. Morata dispute de ce fait son premier tournoi majeur international. Durant le tournoi, il marque un doublé pendant le deuxième match des poules face à la Turquie qui est remporté trois buts à zéro. Cette victoire permet à l'Espagne d'assurer sa qualification pour les huitièmes de finale. Il récidive quatre jours plus tard, en marquant face à la Croatie mais les espagnols s'inclinent deux buts à un avant d'être éliminé en huitième.
Malgré une bonne prestation pour sa première compétition, il n'est pas retenu par Julen Lopetegui pour disputer la Coupe du monde 2018.
En mai 2021, il fait partie de la liste de 26 joueurs établie par le sélectionneur Luis Enrique pour disputer l'Euro 2020. Durant la compétition, il marque à trois reprises contre la Pologne (1-1, premier tour), la Croatie (5-3 ap, huitièmes de finale) et l'Italie en demi-finale. Lors de ce même match, son tir au but est arrêté par Gianluigi Donnarumma permettant à la Squadra Azzurra, futur vainqueur de l'Euro, de s'imposer.
Le 11 novembre 2022, il fait partie de la sélection de 26 joueurs établie par Luis Enrique pour participer à la Coupe du monde 2022. Il inscrivit trois buts lors de la compétition. En effet, il marque consécutivement face au Costa Rica, à l'Allemagne et au Japon lors des trois matchs de poule. Il ne peut toutefois empêcher l'élimination de son équipe face au Maroc en huitièmes de finales.
En mars 2023, il est le joueur comptant le plus de sélections dans la première liste du nouveau sélectionneur espagnol Luis de la Fuente. Celui-ci désigne Morata capitaine de la sélection, suivant en cela l'usage en Espagne d'attribuer le brassard au joueur ayant le plus d'ancienneté dans une équipe.
En juin 2023, il fait partie du groupe disputant la Phase finale de la Ligue des nations. Après une victoire deux buts à un sur l'Italie, c'est contre la Croatie que les espagnols remportent la compétition lors de la séance de tirs au but
En mai 2024, il figure dans une liste élargie de 29 joueurs appelés par Luis de la Fuente pour l'Euro 2024 puis il fait partie de la liste définitive de 26 joueurs publiée le 7 juin,. Le 15 juin, lors du premier match de la Roja face à la Croatie, il inscrit le premier but du match sur une passe en profondeur de Fabian Ruiz. L'Espagne remporte l'Euro après une victoire deux buts à un en finale contre l'Angleterre.
Il est de nouveau du groupe qui participe à la Phase finale de la Ligue des nations et c'est de nouveau en tirs au but que le titre se joue mais cette fois l'Espagne s'incline, Morata voyant son tir au but arrêté par le gardien portugais.

## Polémiques
Lors des célébrations espagnoles de leur victoire à l'Euro 2024 contre l'Angleterre, Rodri et le capitaine espagnol Álvaro Morata ont été filmés en train de scander « Gibraltar est espagnol ». Ces chants ont été qualifiés de « rances », de « discriminatoires » et de « extrêmement offensants pour les Gibraltariens » par le Gouvernement de Gibraltar et a conduit à une plainte officielle auprès de l'UEFA de la part du gouvernement et de la Fédération de football de Gibraltar,. Après l'ouverture d'une enquête le 19 juillet, Rodri et Morata ont été officiellement inculpés en vertu de l'article 11 de l'UEFA le 23 juillet. Les deux hommes ont été suspendus pour un match.

## Style de jeu
Álvaro Morata est un joueur à l'aise dans le domaine aérien et la tenue de la balle. Il est un bon finisseur et bonifie le jeu d'attaque de son équipe par son efficacité devant le but. Il est décrit comme un « clutch player », c'est-à-dire un joueur marquant dans les moments décisifs.
Depuis son passage en Italie, Morata se montre nettement plus collectif. Sa qualité de passes le rend important pour ses coéquipiers. l'Espagnol est polyvalent sur le front d'attaque, pouvant délaisser ponctuellement son poste d'avant-centre pour celui d'ailier. Décrit comme « bosseur », Morata travaille sans relâche afin d'être au niveau.

## Statistiques

### Statistiques détaillées
| Saison                | Club                      | Championnat           | Championnat | Championnat | Championnat | Coupe(s) nationale(s) | Coupe(s) nationale(s) | Coupe(s) nationale(s) | Supercoupe | Supercoupe | Supercoupe | Compétition(s) continentale(s) | Compétition(s) continentale(s) | Compétition(s) continentale(s) | Compétition(s) continentale(s) | Autres compétitions | Autres compétitions | Autres compétitions | Autres compétitions | Total | Total | Total |
| Saison                | Club                      | Division              | M.          | B.          | P.d.        | M.                    | B.                    | P.d.                  | M.         | B.         | P.d.       | Comp.                          | M.                             | B.                             | P.d.                           | Comp.               | M.                  | B.                  | P.d.                | M.    | B.    | P.d.  |
| 2010-2011             | Real Madrid Castilla      | 2ªB                   | 26          | 14          | 1           | -                     | -                     | -                     | -          | -          | -          | -                              | -                              | -                              | -                              | BR                  | 2                   | 1                   | -                   | 28    | 15    | 1     |
| 2011-2012             | Real Madrid Castilla      | 2ªB                   | 33          | 14          | 4           | -                     | -                     | -                     | -          | -          | -          | -                              | -                              | -                              | -                              | BR                  | 4                   | 3                   | 1                   | 37    | 17    | 5     |
| 2012-2013             | Real Madrid Castilla      | 2ª                    | 18          | 12          | 4           | -                     | -                     | -                     | -          | -          | -          | -                              | -                              | -                              | -                              | -                   | -                   | -                   | -                   | 18    | 12    | 4     |
| Sous-total            | Sous-total                | Sous-total            | 77          | 40          | 9           | -                     | -                     | -                     | -          | -          | -          | -                              | -                              | -                              | -                              | -                   | 6                   | 4                   | 1                   | 83    | 44    | 10    |
| 2010-2011             | Real Madrid               | Liga                  | 1           | 0           | 0           | 1                     | 0                     | 0                     | -          | -          | -          | -                              | -                              | -                              | -                              | -                   | -                   | -                   | -                   | 2     | 0     | 0     |
| 2011-2012             | Real Madrid               | Liga                  | 1           | 0           | 0           | -                     | -                     | -                     | -          | -          | -          | -                              | -                              | -                              | -                              | -                   | -                   | -                   | -                   | 1     | 0     | 0     |
| 2012-2013             | Real Madrid               | Liga                  | 12          | 2           | 1           | 2                     | 0                     | 1                     | -          | -          | -          | C1                             | 1                              | 0                              | 1                              | -                   | -                   | -                   | -                   | 15    | 2     | 3     |
| 2013-2014             | Real Madrid               | Liga                  | 23          | 8           | 0           | 6                     | 0                     | 2                     | -          | -          | -          | C1                             | 5                              | 1                              | 1                              | -                   | -                   | -                   | -                   | 34    | 9     | 3     |
| Sous-total            | Sous-total                | Sous-total            | 37          | 10          | 1           | 9                     | 0                     | 3                     | -          | -          | -          | -                              | 6                              | 1                              | 2                              | -                   | -                   | -                   | -                   | 52    | 11    | 6     |
| 2014-2015             | Juventus FC               | Serie A               | 29          | 8           | 5           | 4                     | 2                     | 0                     | 1          | 0          | 0          | C1                             | 12                             | 5                              | 0                              | -                   | -                   | -                   | -                   | 46    | 15    | 5     |
| 2015-2016             | Juventus FC               | Serie A               | 34          | 7           | 7           | 5                     | 3                     | 2                     | -          | -          | -          | C1                             | 8                              | 2                              | 2                              | -                   | -                   | -                   | -                   | 47    | 12    | 11    |
| Sous-total            | Sous-total                | Sous-total            | 63          | 15          | 12          | 9                     | 5                     | 2                     | 1          | 0          | 0          | -                              | 20                             | 7                              | 2                              | -                   | -                   | -                   | -                   | 93    | 27    | 16    |
| 2016-2017             | Real Madrid               | Liga                  | 26          | 15          | 4           | 5                     | 2                     | 0                     | -          | -          | -          | C1                             | 9                              | 3                              | 1                              | SU+CMC              | 1+2                 | 0                   | 0                   | 43    | 20    | 5     |
| 2017-2018             | Chelsea FC                | Premier League        | 31          | 11          | 6           | 9                     | 3                     | 0                     | 1          | 0          | 0          | C1                             | 7                              | 1                              | 0                              | -                   | -                   | -                   | -                   | 48    | 15    | 6     |
| 2018-2019             | Chelsea FC                | Premier League        | 16          | 5           | 0           | 3                     | 2                     | 0                     | 1          | 0          | 0          | C3                             | 4                              | 2                              | 0                              | -                   | -                   | -                   | -                   | 24    | 9     | 0     |
| Sous-total            | Sous-total                | Sous-total            | 47          | 16          | 6           | 12                    | 5                     | 0                     | 2          | 0          | 0          | -                              | 11                             | 3                              | 0                              | -                   | -                   | -                   | -                   | 72    | 24    | 6     |
| 2018-2019             | Atlético de Madrid (prêt) | Liga                  | 15          | 6           | 1           | -                     | -                     | -                     | -          | -          | -          | C1                             | 2                              | 0                              | 0                              | -                   | -                   | -                   | -                   | 17    | 6     | 1     |
| 2019-2020             | Atlético de Madrid (prêt) | Liga                  | 34          | 12          | 2           | -                     | -                     | -                     | 2          | 1          | 1          | C1                             | 8                              | 3                              | 1                              | -                   | -                   | -                   | -                   | 44    | 16    | 4     |
| Sous-total            | Sous-total                | Sous-total            | 49          | 18          | 3           | -                     | -                     | -                     | 2          | 1          | 1          | -                              | 10                             | 3                              | 1                              | -                   | -                   | -                   | -                   | 61    | 22    | 5     |
| 2020-2021             | Juventus FC (prêt)        | Serie A               | 32          | 11          | 9           | 3                     | 2                     | 1                     | 1          | 1          | 0          | C1                             | 8                              | 6                              | 1                              | -                   | -                   | -                   | -                   | 44    | 20    | 11    |
| 2021-2022             | Juventus FC (prêt)        | Serie A               | 35          | 9           | 7           | 5                     | 1                     | 0                     | 1          | 0          | 1          | C1                             | 7                              | 2                              | 0                              | -                   | -                   | -                   | -                   | 48    | 12    | 8     |
| Sous-total            | Sous-total                | Sous-total            | 67          | 20          | 16          | 8                     | 3                     | 1                     | 2          | 1          | 1          | -                              | 15                             | 8                              | 1                              | -                   | -                   | -                   | -                   | 92    | 32    | 19    |
| 2022-2023             | Atlético de Madrid        | Liga                  | 36          | 13          | 3           | 4                     | 2                     | 1                     | -          | -          | -          | C1                             | 5                              | 0                              | 0                              | -                   | -                   | -                   | -                   | 45    | 15    | 4     |
| 2023-2024             | Atlético de Madrid        | Liga                  | 32          | 15          | 3           | 5                     | 1                     | 0                     | 1          | 0          | 0          | C1                             | 10                             | 5                              | 1                              | -                   | -                   | -                   | -                   | 48    | 21    | 4     |
| Sous-total            | Sous-total                | Sous-total            | 68          | 28          | 6           | 9                     | 3                     | 1                     | 1          | 0          | 0          | -                              | 15                             | 5                              | 1                              | -                   | -                   | -                   | -                   | 93    | 36    | 8     |
| 2024-2025             | AC Milan                  | Serie A               | 16          | 5           | 0           | -                     | -                     | -                     | 2          | 0          | 0          | C1                             | 7                              | 1                              | 1                              | -                   | -                   | -                   | -                   | 25    | 6     | 1     |
| 2024-2025             | Galatasaray SK (prêt)     | Süper Lig             | 12          | 6           | 1           | 3                     | 1                     | 0                     | -          | -          | -          | C3                             | 1                              | 0                              | 0                              | -                   | -                   | -                   | -                   | 16    | 7     | 1     |
| Total sur la carrière | Total sur la carrière     | Total sur la carrière | 462         | 173         | 58          | 55                    | 19                    | 7                     | 10         | 2          | 2          | -                              | 94                             | 31                             | 9                              | -                   | 9                   | 4                   | 1                   | 630   | 229   | 77    |

### En sélection nationale
| Saison                | Sélection             | Phases finales                                    | Phases finales | Phases finales | Phases finales | Éliminatoires | Éliminatoires | Éliminatoires | Ligue des nations | Ligue des nations | Ligue des nations | Matchs amicaux | Matchs amicaux | Matchs amicaux | Total | Total | Total |
| Saison                | Sélection             | Compétition                                       | M              | B              | Pd             | M             | B             | Pd            | M                 | B                 | Pd                | M              | B              | Pd             | M     | B     | Pd    |
| --------------------- | --------------------- | ------------------------------------------------- | -------------- | -------------- | -------------- | ------------- | ------------- | ------------- | ----------------- | ----------------- | ----------------- | -------------- | -------------- | -------------- | ----- | ----- | ----- |
| 2014-2015             | Espagne               | -                                                 | -              | -              | -              | 3             | 1             | 0             | -                 | -                 | -                 | 2              | 0              | 0              | 5     | 1     | 0     |
| 2015-2016             | Espagne               | Euro 2016                                         | 4              | 3              | 0              | 1             | 0             | 0             | -                 | -                 | -                 | 3              | 2              | 1              | 8     | 5     | 1     |
| 2016-2017             | Espagne               | -                                                 | -              | -              | -              | 3             | 2             | 0             | -                 | -                 | -                 | 4              | 1              | 1              | 7     | 3     | 1     |
| 2017-2018             | Espagne               | -                                                 | -              | -              | -              | 2             | 3             | 1             | -                 | -                 | -                 | 1              | 1              | 0              | 3     | 4     | 1     |
| 2018-2019             | Espagne               | -                                                 | -              | -              | -              | 4             | 3             | 1             | 2                 | 0                 | 0                 | 2              | 0              | 0              | 8     | 3     | 1     |
| 2019-2020             | Espagne               | -                                                 | -              | -              | -              | 2             | 1             | 0             | -                 | -                 | -                 | -              | -              | -              | 2     | 1     | 0     |
| 2020-2021             | Espagne               | Euro 2020                                         | 6              | 3              | 0              | 3             | 1             | 0             | 2                 | 1                 | 0                 | 2              | 0              | 1              | 13    | 5     | 1     |
| 2021-2022             | Espagne               | -                                                 | -              | -              | -              | 4             | 1             | 1             | 4                 | 1                 | 0                 | 2              | 2              | 0              | 10    | 4     | 1     |
| 2022-2023             | Espagne               | Coupe du monde 2022 + Ligue des nations 2022-2023 | 4+2            | 3+0            | 1+0            | 2             | 1             | 0             | -                 | -                 | -                 | -              | -              | -              | 8     | 4     | 1     |
| 2023-2024             | Espagne               | Euro 2024                                         | 7              | 1              | 1              | 5             | 4             | 0             | -                 | -                 | -                 | 4              | 1              | 0              | 16    | 6     | 1     |
| 2024-2025             | Espagne               | Ligue des nations 2024-2025                       | 1              | 0              | 0              | -             | -             | -             | 5                 | 1                 | 0                 | -              | -              | -              | 6     | 1     | 0     |
| Total sur la carrière | Total sur la carrière | Total sur la carrière                             | 24             | 10             | 2              | 29            | 17            | 3             | 13                | 3                 | 0                 | 20             | 7              | 3              | 86    | 37    | 8     |

### Buts internationaux
| 0   | Date              | Lieu                                            | Compétition                                         | Résultat        | Adversaire      | Détail | Détail            | Détail | Sél. |
| --- | ----------------- | ----------------------------------------------- | --------------------------------------------------- | --------------- | --------------- | ------ | ----------------- | ------ | ---- |
| 1er | 27 mars 2015      | Stade Ramón-Sánchez-Pizjuán, Séville, Espagne   | Éliminatoires Euro 2016                             | V 1-0           | Ukraine         | 28e    | du pied droit     | 1-0    | 3e   |
| 2e  | 1er juin 2016     | Red Bull Arena, Wals-Siezenheim, Autriche       | Match amical                                        | V 6-1           | Corée du Sud    | 50e    | de la tête        | 4-0    | 9e   |
| 3e  | 1er juin 2016     | Red Bull Arena, Wals-Siezenheim, Autriche       | Match amical                                        | V 6-1           | Corée du Sud    | 89e    | du pied droit     | 6-1    | 9e   |
| 4e  | 17 juin 2016      | Stade de Nice, Nice, France                     | Premier tour de l'Euro 2016                         | V 3-0           | Turquie         | 34e    | de la tête        | 1-0    | 11e  |
| 5e  | 17 juin 2016      | Stade de Nice, Nice, France                     | Premier tour de l'Euro 2016                         | V 3-0           | Turquie         | 48e    | du pied droit     | 3-0    | 11e  |
| 6e  | 21 juin 2016      | Stade de Bordeaux, Bordeaux, France             | Premier tour de l'Euro 2016                         | P 2-1           | Croatie         | 7e     | du pied droit     | 0-1    | 12e  |
| 7e  | 5 septembre 2016  | Stade Reino de León, León, Espagne              | Éliminatoires Coupe du monde 2018                   | V 8-0           | Liechtenstein   | 82e    | du pied gauche    | 6-0    | 15e  |
| 8e  | 5 septembre 2016  | Stade Reino de León, León, Espagne              | Éliminatoires Coupe du monde 2018                   | V 8-0           | Liechtenstein   | 83e    | du pied gauche    | 7-0    | 15e  |
| 9e  | 7 juin 2017       | Stade Nueva Condomina, Murcie, Espagne          | Match amical                                        | N 2-2           | Colombie        | 87e    | de la tête        | 2-2    | 20e  |
| 10e | 2 septembre 2017  | Stade Santiago-Bernabéu, Madrid, Espagne        | Éliminatoires Coupe du monde 2018                   | V 3-0           | Italie          | 77e    | du pied gauche    | 3-0    | 21e  |
| 11e | 5 septembre 2017  | Rheinpark Stadion, Vaduz, Liechtenstein         | Éliminatoires Coupe du monde 2018                   | V 0-8           | Liechtenstein   | 15e    | de la tête        | 0-2    | 22e  |
| 12e | 5 septembre 2017  | Rheinpark Stadion, Vaduz, Liechtenstein         | Éliminatoires Coupe du monde 2018                   | V 0-8           | Liechtenstein   | 54e    | du pied droit     | 0-6    | 22e  |
| 13e | 11 novembre 2017  | Stade de La Rosaleda, Malaga, Espagne           | Match amical                                        | V 5-0           | Costa Rica      | 23e    | du pied gauche    | 2-0    | 23e  |
| 14e | 26 mars 2019      | Ta' Qali Stadium, Ħ'Attard, Malte               | Éliminatoires Euro 2020                             | V 0-2           | Malte           | 31e    | du pied gauche    | 0-1    | 29e  |
| 15e | 26 mars 2019      | Ta' Qali Stadium, Ħ'Attard, Malte               | Éliminatoires Euro 2020                             | V 0-2           | Malte           | 73e    | de la tête        | 0-2    | 29e  |
| 16e | 10 juin 2019      | Stade Santiago-Bernabéu, Madrid, Espagne        | Éliminatoires Euro 2020                             | V 3-0           | Suède           | 85e    | s.p du pied droit | 2-0    | 31e  |
| 17e | 15 novembre 2019  | Stade Ramón de Carranza, Cadix, Espagne         | Éliminatoires Euro 2020                             | V 7-0           | Malte           | 23e    | du pied droit     | 1-0    | 32e  |
| 18e | 17 novembre 2020  | Stade olympique de Séville, Séville, Espagne    | Premier tour de la Ligue des nations UEFA 2020-2021 | V 6-0           | Allemagne       | 17e    | de la tête        | 1-0    | 36e  |
| 19e | 25 mars 2021      | Nouveau stade de Los Cármenes, Grenade, Espagne | Éliminatoires Coupe du monde 2022                   | N 1-1           | Grèce           | 33e    | du pied gauche    | 1-0    | 37e  |
| 20e | 19 juin 2021      | Stade olympique de Séville, Séville, Espagne    | Premier tour de l'Euro 2020                         | N 1-1           | Pologne         | 25e    | du pied droit     | 1-0    | 42e  |
| 21e | 28 juin 2021      | Parken Stadium, Copenhague, Danemark            | Huitième de finale de l'Euro 2020                   | V 3-5 a.p.      | Croatie         | 100e   | du pied gauche    | 3-4    | 44e  |
| 22e | 6 juillet 2021    | Stade de Wembley, Londres, Royaume-Uni          | Demi-finale de l'Euro 2020                          | N 1-1 4-2 t.a.b | Italie          | 80e    | du pied gauche    | 1-1    | 46e  |
| 23e | 14 novembre 2021  | Stade olympique de Séville, Séville, Espagne    | Éliminatoires Coupe du monde 2022                   | V 1-0           | Suède           | 86e    | du pied droit     | 1-0    | 50e  |
| 24e | 29 mars 2022      | Stade de Riazor, La Corogne, Espagne            | Match amical                                        | V 5-0           | Islande         | 36e    | du pied droit     | 1-0    | 52e  |
| 25e | 29 mars 2022      | Stade de Riazor, La Corogne, Espagne            | Match amical                                        | V 5-0           | Islande         | 39e    | s.p du pied droit | 2-0    | 52e  |
| 26e | 2 juin 2022       | Stade Benito-Villamarín, Séville, Espagne       | Premier tour de la Ligue des nations UEFA 2022-2023 | N 1-1           | Portugal        | 25e    | du pied droit     | 1-0    | 53e  |
| 27e | 27 septembre 2022 | Stade municipal de Braga, Braga, Portugal       | Premier tour de la Ligue des nations UEFA 2022-2023 | V 0-1           | Portugal        | 88e    | du pied gauche    | 0-1    | 57e  |
| 28e | 23 novembre 2022  | Stade Al-Thumama, Doha, Qatar                   | Premier tour de la Coupe du monde 2022              | V 7-0           | Costa Rica      | 90+2e  | du pied gauche    | 7-0    | 58e  |
| 29e | 27 novembre 2022  | Stade Al-Bayt, Al-Khor, Qatar                   | Premier tour de la Coupe du monde 2022              | N 1-1           | Allemagne       | 62e    | du pied droit     | 1-0    | 59e  |
| 30e | 1er décembre 2022 | Stade international de Khalifa, Doha, Qatar     | Premier tour de la Coupe du monde 2022              | P 2-1           | Japon           | 11e    | de la tête        | 0-1    | 60e  |
| 31e | 8 septembre 2023  | Stade Boris-Paichadze, Tbilissi, Géorgie        | Éliminatoires Euro 2024                             | V 1-7           | Géorgie         | 22e    | de la tête        | 0-1    | 65e  |
| 32e | 8 septembre 2023  | Stade Boris-Paichadze, Tbilissi, Géorgie        | Éliminatoires Euro 2024                             | V 1-7           | Géorgie         | 40e    | du pied droit     | 0-4    | 65e  |
| 33e | 8 septembre 2023  | Stade Boris-Paichadze, Tbilissi, Géorgie        | Éliminatoires Euro 2024                             | V 1-7           | Géorgie         | 65e    | du pied droit     | 1-5    | 65e  |
| 34e | 12 octobre 2023   | Stade La Cartuja, Séville, Espagne              | Éliminatoires Euro 2024                             | V 2-0           | Écosse          | 73e    | de la tête        | 1-0    | 67e  |
| 35e | 8 juin 2024       | Stade de Son Moix, Palma, Espagne               | Match amical                                        | V 5-1           | Irlande du Nord | 18e    | de la tête        | 2-1    | 73e  |
| 36e | 15 juin 2024      | Olympiastadion, Berlin, Allemagne               | Premier tour de l'Euro 2024                         | V 3-0           | Croatie         | 29e    | du pied gauche    | 1-0    | 74e  |
| 37e | 15 octobre 2024   | Stade Nuevo Arcángel, Cordoue, Espagne          | Ligue des nations 2024-2025                         | V 3-0           | Serbie          | 65e    | du pied gauche    | 2-0    | 82e  |

## Palmarès

### En club
| Real Madrid Castilla (1)               | Real Madrid CF (7) | Juventus FC (6) | Chelsea FC (1)                                                                            | Club Atlético de Madrid                   | Milan AC (1)                                 | Galatasaray SK (2)                                                                       |
| -------------------------------------- | --- | --- | ----------------------------------------------------------------------------------------- | ----------------------------------------- | -------------------------------------------- | ---------------------------------------------------------------------------------------- |
| - Troisième division - Champion : 2012 | - Championnat d'Espagne (2) - Champion : 2012 et 2017 - Coupe d'Espagne (1) - Vainqueur : 2014 - Ligue des champions (2) - Vainqueur : 2014 et 2017 - Supercoupe de l'UEFA (1) - Vainqueur : 2016 - Coupe du monde des clubs (1) - Vainqueur : 2016 | - Championnat d'Italie (2) - Champion : 2015 et 2016 - Coupe d'Italie (2) - Vainqueur : 2015 et 2016 - Finaliste : 2022 - Supercoupe d'Italie (2) - Vainqueur : 2015 et 2020 - Finaliste : 2014 et 2022 - Ligue des champions - Finaliste : 2015 | - Coupe d'Angleterre (1) - Vainqueur : 2018 - Community Shield - Finaliste : 2017 et 2018 | - Supercoupe d'Espagne - Finaliste : 2020 | - Supercoupe d'Italie (1) - Vainqueur : 2024 | - Championnat de Turquie (1) - Champion : 2025 - Coupe de Turquie (1) - Vainqueur : 2025 |

### En sélection
| Équipe d'Espagne -19 ans (1)                  | Équipe d'Espagne espoirs (1)                  | Équipe d'Espagne (2)                                                                                        |
| --------------------------------------------- | --------------------------------------------- | --- |
| - Championnat d'Europe (1) - Vainqueur : 2011 | - Championnat d'Europe (1) - Vainqueur : 2013 | - Ligue des nations (1) - Vainqueur : 2023 - Finaliste : 2025 - Championnat d'Europe (1) - Vainqueur : 2024 |

## Distinctions personnelles
- Meilleur buteur du Championnat d'Europe des moins de 19 ans en 2011 (6 buts).
- Meilleur buteur du Championnat d'Europe espoirs en 2013 (4 buts).

## Vie privée
Il se marie avec Alice Campello, mannequin italienne, le 17 juin 2017 à Venise. Le 29 juillet 2018, sur son compte Instagram, Alvaro annonce la naissance de leurs jumeaux, Alessandro et Leonardo. Le 29 septembre 2020, il annonce la naissance de leur troisième enfant, Edoardo. Le 9 janvier 2023, naît sa première fille et quatrième enfant, Bella.